# Jaan Viidalepp
Jaan Viidalepp, född den 27 december 1939 i Tartu i sydöstra Estland, är en estnisk entomolog specialiserad på fjärilar.
Sedan 1968 har han arbetat vid Zooloogia ja Botaanika Instituut i Tartu och har framför allt studerat ”makrofjärilar”, Macrolepidoptera, i Estland, övriga baltiska stater och i Ryssland.